# 柊有紗
柊 有紗（ひいらぎ ありさ、1999年6月12日 - ）は、日本の女性ファッションモデル、タレント、インフルエンサー。スペースクラフト所属。福岡県出身。

## 経歴
1999年、福岡県出身。小学校入学のタイミングで母親に勧められクラシックバレエを習い始め、高校進学まで週4日から5日のレッスンを受ける日々を送った。在学中には「全日本バレエコンクール」で、特賞にあたる準ミスバレリーナ賞を受賞。その後、ロシアの名門バレエ学校からスカウトを受け、高3の秋からロシアに単身で渡り、1年半の留学生活を経験。
帰国後、プロフィギュアスケート選手を目指す子どもたちを育成するコーチをする傍ら、Instagramで自分の写真や愛用品を投稿していくうちにフォロワーが短期間で急増し、芸能界へ志すことを決意。Instagram経由で広告の仕事やアパレルブランドのモデルをしながら、2021年11月に現在の所属事務所であるスペースクラフトへの所属が決定し現在に至る。

## 出演

### MV
- めいちゃん「スクワッド!」
- Ochnism「夢中」
- ABLE (장현승)「Feeling」
- ねぐせ。「サンデイモーニング」

### 広告
- 明治エッセルスーパーカップ
- Beflow collagen plus tomato(トマト味飲むコラーゲン)@Thailand
- JMソリューションズ ディズニーコラボフェイスマスク
- サマーズイブ
- セタフィル「ガルデルマ」(化粧品)
- 白鳩 アツギ下着
- Amazon　prime
- 一蔵キャメロットヒルズ
- Schick Hydro Silk
- ナリス化粧品 アトデリエ入浴剤
- パルティール光脱毛器「エピレーブ」
- 西武鉄道「remo」
- オリエントアルカディア（スマホゲーム）
- マクドナルド クルー募集
- 京商（株）振袖
- 花王「リーゼ泡カラー」
- サザンビーチ沖縄

### TV
- TOKYO MX「青山テルマ feat.東京電場女子2nd 」